# Gebirgstruppe

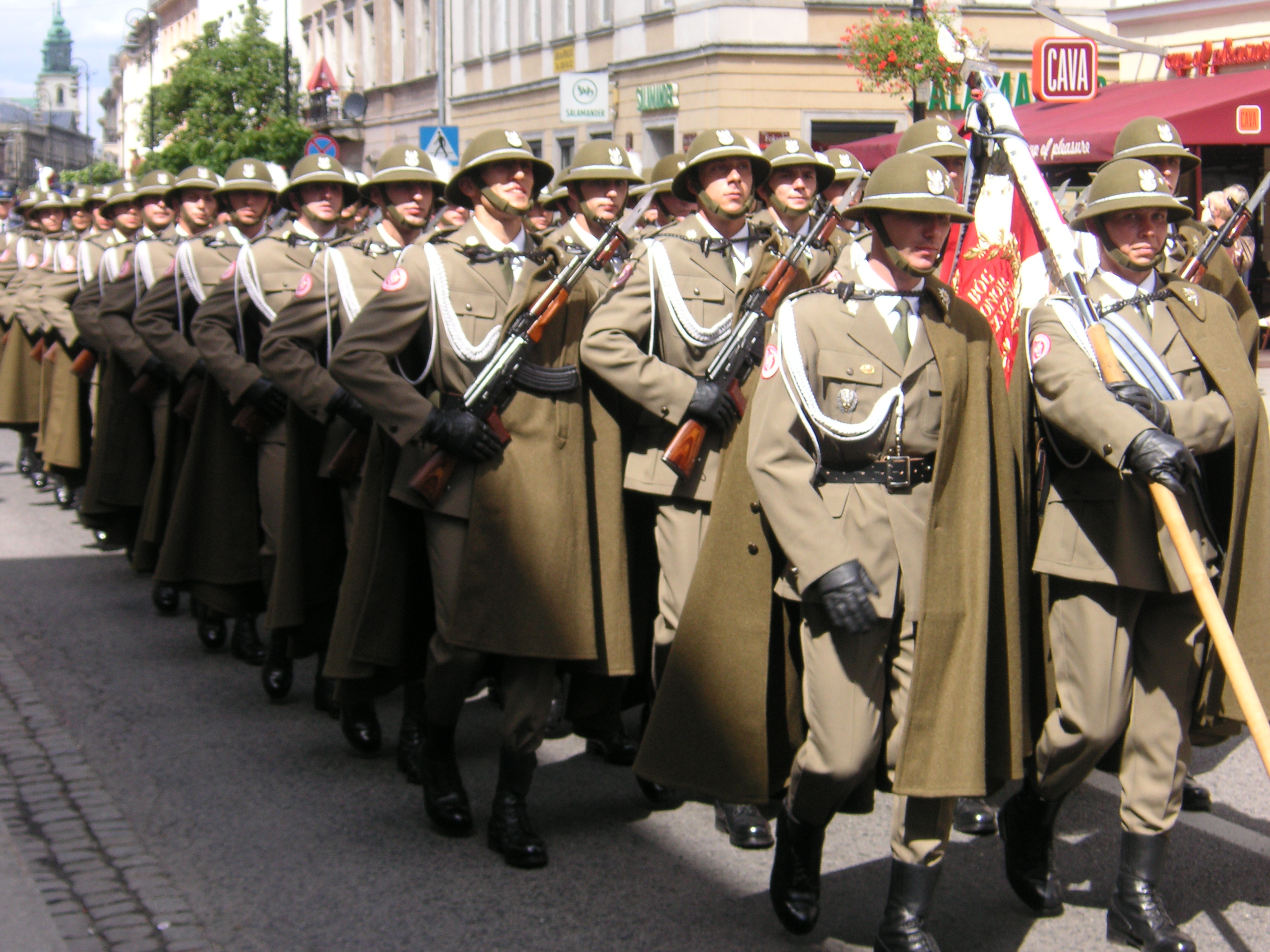
Polnische Gebirgstruppen bei einer Parade in Warschau

Die Gebirgstruppe gehört zu den Bodenstreitkräften, die speziell für den Kampf in schwierigem Gelände (im  Gebirge) und unter ungünstigen klimatischen Bedingungen ausgebildet und ausgerüstet ist.

## Besonderheiten und Organisation
Besonderheiten sind die Zerlegbarkeit von Waffen und Gerät in Traglasten, die zweckmäßige Bekleidung und Ausrüstung der Soldaten (Bergstiefel, Sicherungsausrüstung für den Marsch im Gebirge, Skiausrüstung, Schneeschuhe usw.) sowie eine teilweise alpinistische Befähigung. Die Gebirgstruppe kann auch in schwierigem Mittelgebirgsgelände und im Flachland, in wegelosem und unübersichtlichem, stark bewaldetem sowie in bebautem Gelände eingesetzt werden.
In den meisten Staaten bildet die Gebirgstruppe keine Truppengattung, sondern setzt sich aus mehreren Truppengattungen wie Gebirgs-Pionieren und Gebirgs-Sanitätern, Gebirgs-Artillerie und der Gebirgs-Heeresaufklärungstruppe zusammen. Ihren Kern bilden leichte Infanteristen, die in Deutschland und Österreich als Gebirgsjäger bezeichnet werden. Spezialisierte Kräfte der Heereslogistiktruppe versorgen die Kampf- und Kampfunterstützungstruppen auch im Hochgebirge, insbesondere mit dem Einsatz von Tragtieren.

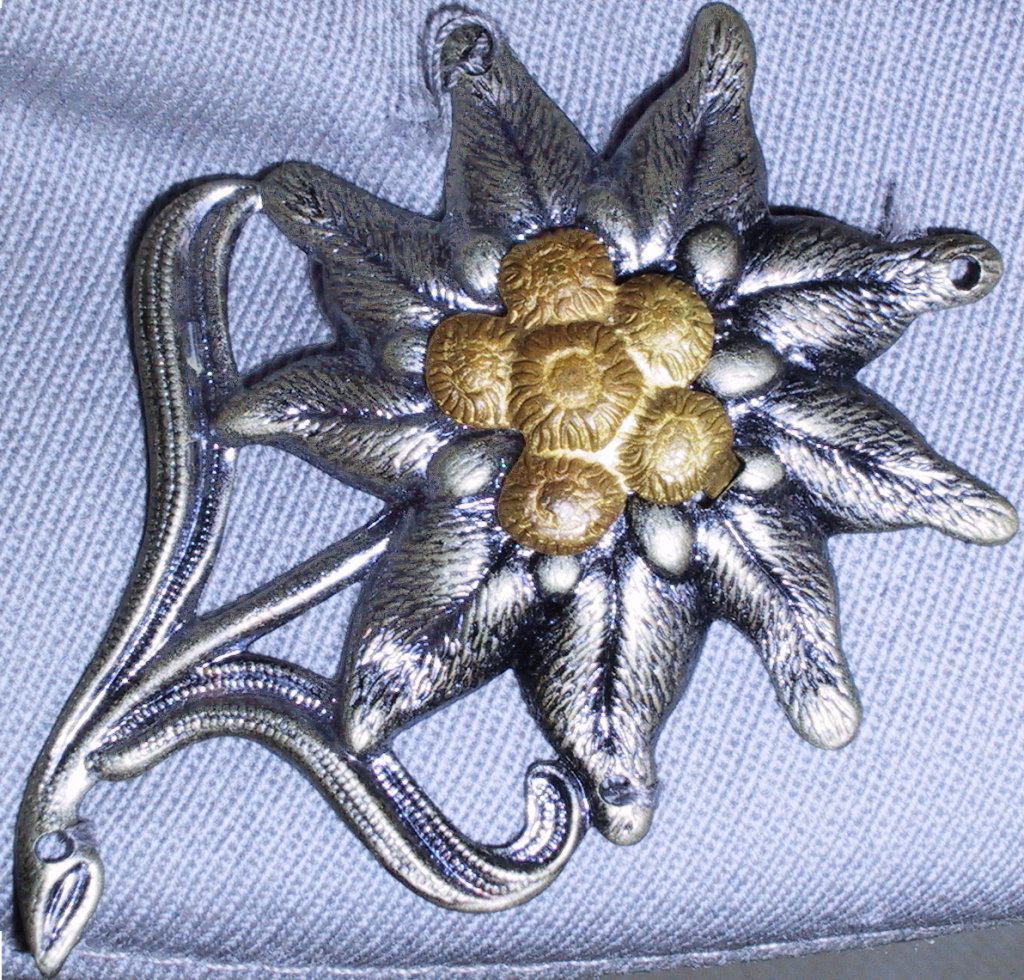
Mützenabzeichen der deutschen Gebirgstruppe

In Deutschland, Österreich und Polen tragen die Gebirgstruppen das Edelweiß als Abzeichen.

## Auftrag

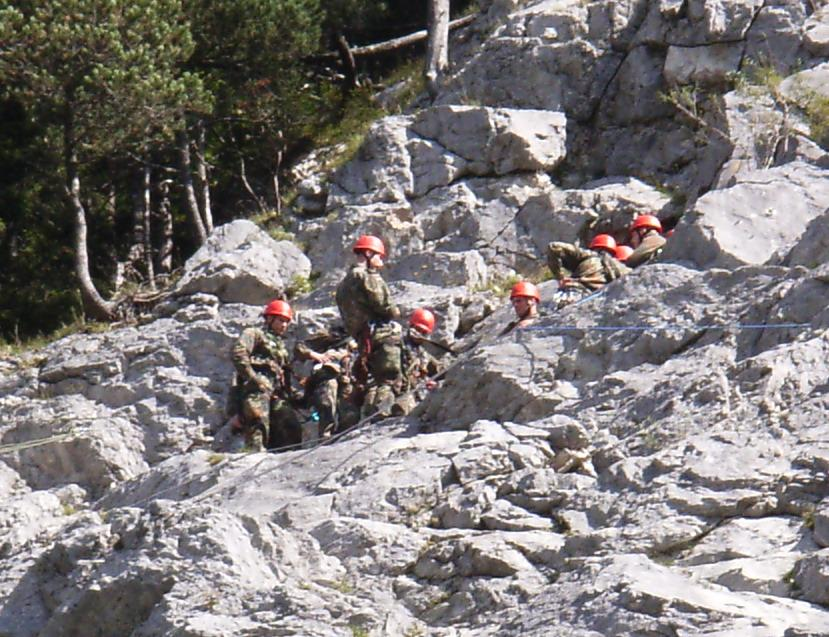
Gebirgsjäger der Bundeswehr bei einer Kletterübung in Mittenwald

### Allgemeine Einsatzgrundsätze
Die Gebirgstruppe ist besonders geeignet zum Einsatz
- in schwierigem Klettergelände,
- im bewaldeten und bebauten Gebiet,
- in tief verschneitem Gelände,
- in (sub-)arktischen Gebieten und
- nach Lufttransport.

Ihre Ausbildung und Ausrüstung befähigt sie besonders zum Einsatz in gebirgigem Gelände und bei extremen Witterungsverhältnissen zu Fuß oder auf Ski.
Die Gebirgsjäger führen wie die Jägertruppe das Gefecht in den Gefechtsarten Verteidigung und Angriff im für sie günstigen Gelände und bei besonderen Gefechtshandlungen, überwiegend in stark bedecktem und durchschnittenem Gelände gegen feindliche Infanterie. Sie sind besonders geeignet um Engen und Gewässer zu kämpfen, und im Jagdkampf und Räume für nachfolgende Kräfte offen zu halten.

### Kampf im Hochgebirge

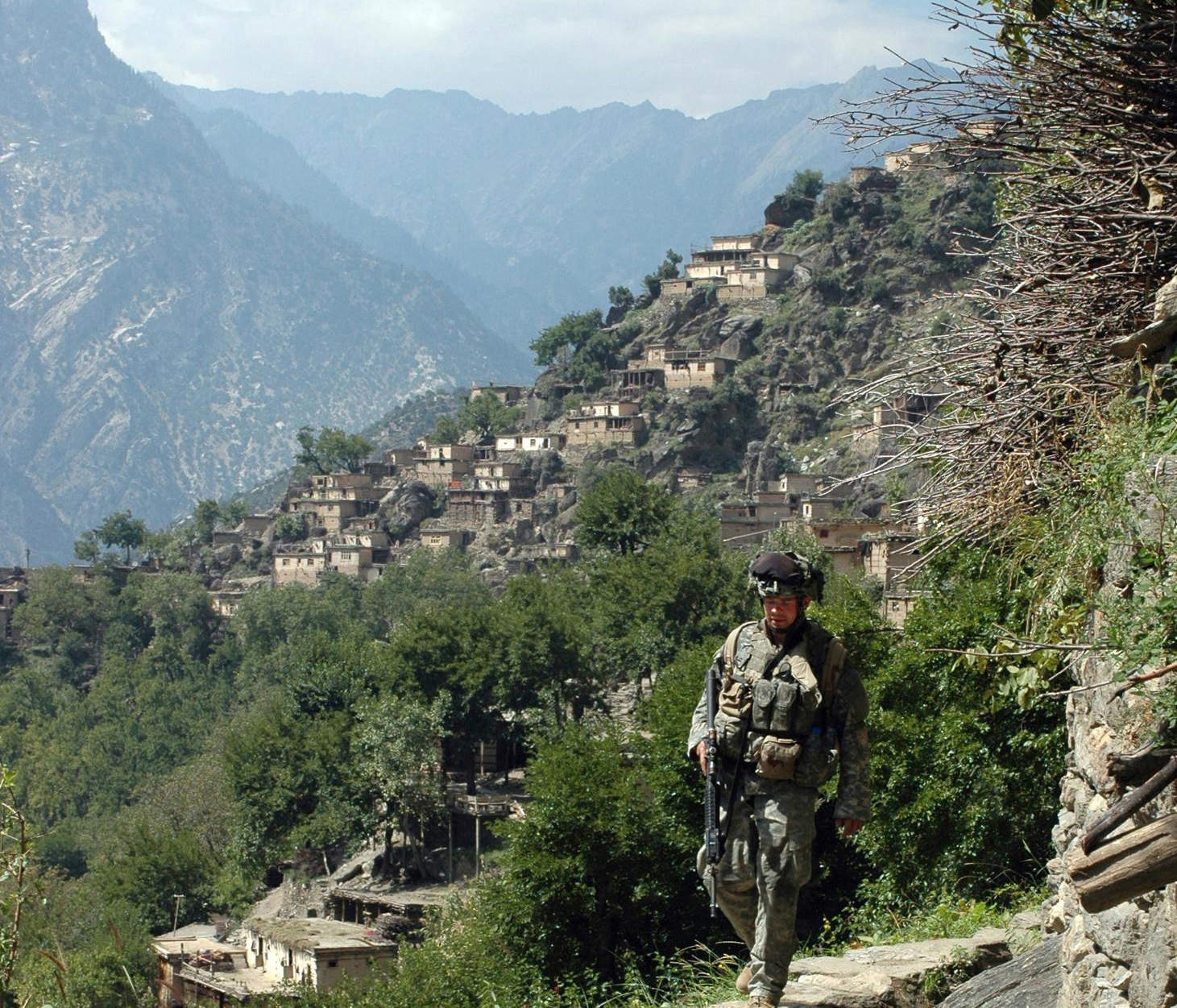
Soldat der 10. US-Gebirgsdivision auf Patrouille in Aranas, Afghanistan

Das Hochgebirge stellt außergewöhnliche Anforderungen an die Gebirgstruppe. Fahrwege führen in Mitteleuropa beispielsweise meist nur in den Bereich der Almwirtschaft, darüber hinaus kann man nur Steige benutzen. Alle Lasten, eigene Waffen und Ausrüstung, Verpflegung und besonders Munition sind dann von den Soldaten zu tragen. Das Gleiche gilt für den gesamten Nachschub. Unterschiede zwischen Mannschaften und Vorgesetzten werden nicht gemacht. Besonders schwierig ist unter solchen Bedingungen der Verwundetentransport. Nach wie vor wird die Truppe durch den Einsatz von Tragtieren unterstützt. Erlauben Wetter- und Gefechtslage den Einsatz von Hubschraubern, übernehmen diese die Aufgabe. Bereits während des Zweiten Weltkriegs konnten im Kaukasus bei den Gebirgstruppen damit erste Erfahrungen gemacht werden.
Die größten Herausforderungen stellen das Gelände und das Wetter dar. In alpinen Höhen kann sich die Wetterlage fast viertelstündlich ändern und man muss mit starken Temperaturschwankungen (von bis zu 45 °C Temperaturunterschied im Sommer) zwischen Tag und Nacht rechnen. Oberhalb der Waldgrenze ist wenig Deckung zu finden, Stellungsbau oft nur mit Hilfe von Sprengungen möglich. Im Fels wird die feindliche Waffenwirkung durch Querschläger und bei Artilleriebeschuss durch Gesteinssplitter verstärkt. Steinschlag und im Winter Lawinen fordern oft große Opfer unter den Soldaten.
Die körperlichen Anforderungen an die Gebirgstruppe sind enorm. In großen Höhen (ab ca. 2000 m ü. NN.) wird dieser Faktor noch durch die dünne Luft und den damit verbundenen Sauerstoffmangel verstärkt.
Zu den besonderen Herausforderungen siehe Gebirgskrieg 1915–1918.

## Die Gebirgstruppe in verschiedenen Staaten

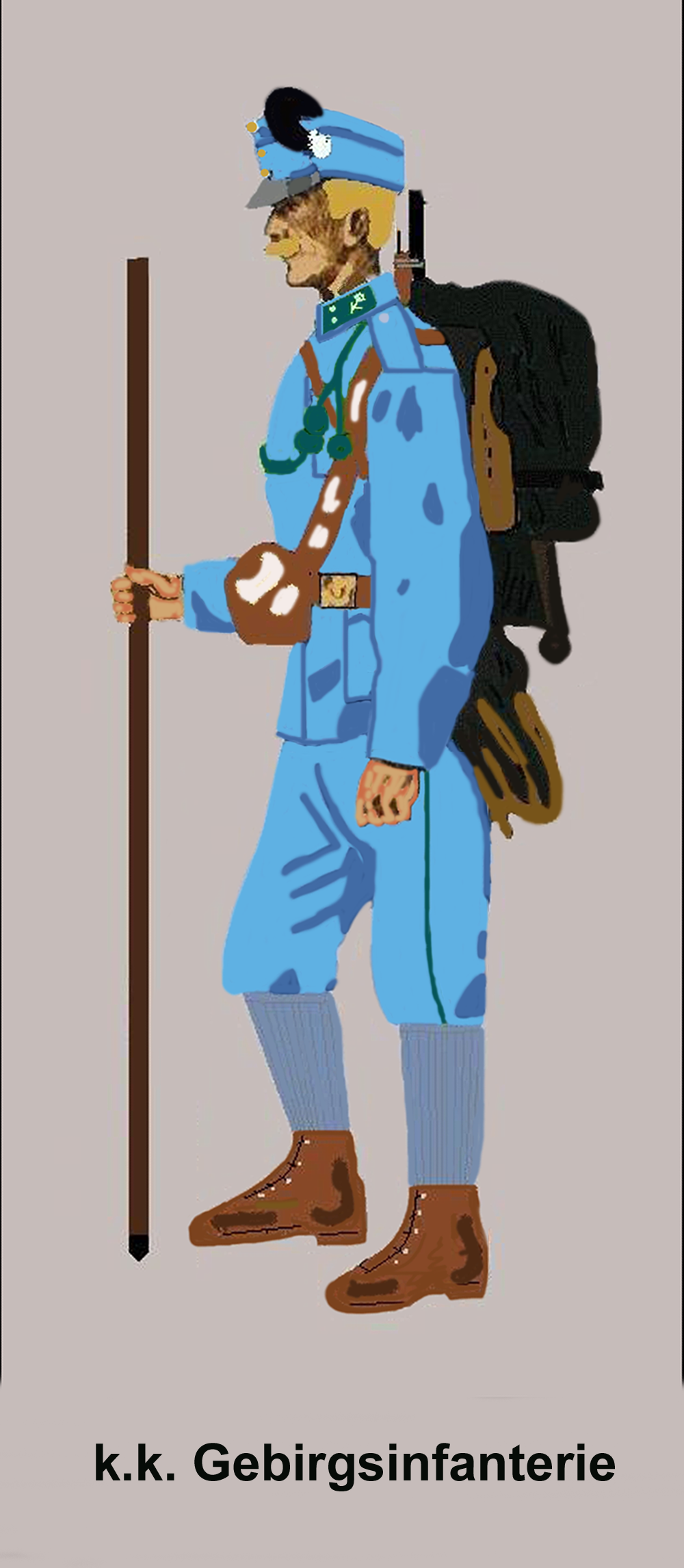
Gebirgsinfanterist Österreich-Ungarn (Landesschützen)

Die ersten speziell für den Gebirgskrieg ausgebildeten und ausgerüsteten Truppen wurden 1872 in Italien aufgestellt, zahlreiche Armeen folgten dem Beispiel.
- Deutschland siehe  Gebirgstruppe (Deutschland)
- Italien siehe  Alpini
- Österreich siehe  k.k. Gebirgstruppe und Gebirgstruppe (Österreich)
- Schweiz siehe  Gebirgstruppen (Schweiz)
- Frankreich siehe  Chasseurs alpins
- Polen siehe  Podhale-Schützen
- Rumänien siehe  2. Gebirgsbrigade "Sarmizegetusa" und 61. Gebirgsbrigade "Virgil Bădulescu"
- Türkei siehe  Hakkari Gebirgs-Kommando-Brigade Hakkâri (Provinz) Ausbildungszentrum Eğirdir

- USA siehe 10. US-Gebirgsdivision
- Chile siehe Chilenische Armee III. Gebirgsdivision
- Argentinien siehe Argentinische Armee 5., 6. und 8. Gebirgsbrigade
- Peru siehe Peruanische Armee 4. und 5.  Gebirgsbrigade

- Israel siehe Alpinistim
- In den britischen Streitkräften, die regelmäßig Teilnehmer zum deutschen Heeresbergführer-Lehrgang abkommandieren, sind die Fähigkeiten für den Gebirgskampf beim Special Air Service (SAS) und bei den Commandos der Royal Marines angesiedelt, da die britischen Inseln kaum Gebirge aufweisen und dort alpinistische Kenntnisse primär bei Landungsoperationen an felsigen Küsten gefordert sind.
- Pakistan siehe Northern Light Infantry Regiment
- Russland siehe 7. Garde-Luftsturm-Division